# Baktrija
Baktrija (perz. بـلـخ: Bâkhtriš) ili Baktrijana, povijesna je regija koja se nalazila između planinskog lanca Hindukuš i rijeke Amu-Darja u današnjem Afganistanu, Uzbekistanu i Tadžikistanu. Njena prijestolnica bio je grad Baktra (danas Balkh).
Od sredine 6. stoljeća pr. Kr. bila je pod Perzijskim Carstvom odnosno pod kontrolom iranske dinastije Ahemenida, dok je dva stoljeća kasnije osvaja Aleksandar Makedonski, poslije kojeg regijom vlada helenistička dinastija Seleukida. Smatra se kako je zoroastrizam rođen upravo u Baktriji.
Baktrija je dugo vremena predstavljala važno raskrižje između Istoka i Zapada kako kopnene trgovine, tako i religije i umjetnosti. Nakon 7. stoljeća pr. Kr. trajno je pala pod muslimansku vlast.
Smatra se kako su današni Tadžici direktni potomci drevnih Baktrijaca.

## Vanjske poveznice
- Baktrijsko zlato
- Bactriane du Nord - arheološka nalazišta
- Baktrija, Livius.org
- Enciklopedija Britannica: Baktrija